# Hemiceras sericilinea
Hemiceras sericilinea är en fjärilsart som beskrevs av William Schaus 1921. Hemiceras sericilinea ingår i släktet Hemiceras och familjen tandspinnare. Inga underarter finns listade i Catalogue of Life.